# Feldbahn des Silikatwerks Tschapajewsk
| Feldbahn der Silikatanlage Tschapajewsk | Feldbahn der Silikatanlage Tschapajewsk |
| --------------------------------------- | --------------------------------------- |
| Streckenverlauf der Feldbahn            |                                         |
| Streckenlänge:                          | 2 km                                    |
| Spurweite:                              | 750 mm (Schmalspur)                     |
|                                         |                                         |

Die Feldbahn des Silikatwerks Tschapajewsk (russisch Узкоколейная железная дорога Чапаевского силикатного завода, transkr. Uskokoleinaja schelesnaja doroga Tschapajewskowo silikatnowo sawoda, transl. Uzkokolejnaâ železnaâ doroga Čapaevskogo silikatnogo zavoda) ist eine zwei Kilometer lange Schmalspurbahn bei Tschapajewsk in der Oblast Samara in Russland.

## Geschichte
Der Bau des Silikatwerkes Tschapajewsk begann 1929, im Oktober 1931 wurde die Anlage in Betrieb genommen. Die Schmalspurbahn von der Sandgrube bis zur Silikatfabrik Tschapajewsk ist seit der Gründung der Anlage in Betrieb. In den späten 1960er Jahren wurde die Anlage erheblich umgebaut, und eine Lokomotive der SŽD-Baureihe ТУ4 wurde an die Schmalspurbahn geliefert.
Um 2003 betrug die Länge der Hauptlinie der Schmalspurbahn etwa 1,5 Kilometer, die Länge aller Gleise betrug etwa 2 Kilometer. Das Lokomotivdepot befindet sich auf dem Gelände der Anlage. Die Schmalspurbahn fährt das ganze Jahr über. Für den Sandtransport werden Diesellokomotiven der Baureihen ТУ4 und ТУ7 verwendet. Es gibt sechs Muldenkipper (seitlich zu entleerende Flachbettkipploren) des Typs УВС22. Im November 2009 war die Schmalspurbahn noch in Betrieb. 2011 wurde die Diesellokomotive ТУ4 mit drei oder vier Muldenkippern des Typs УВС22 eingesetzt.

## Schienenfahrzeuge

### Lokomotiven
- Diesellok der SŽD-Baureihe ТУ4 – № 2568, 2492
- Diesellok der SŽD-Baureihe ТУ7 – № 0406
- Diesellok der SŽD-Baureihe ТУ8 – № 0088

### Güterwagen
- Muldenkipper (seitlich zu entleerende Flachbettkipploren) des Typs УВС22
- Schneepflug